# Каллон, Исса
Исса Каллон (род. 3 января 1996, Зейст, Нидерланды) — нидерландский и сьерра-леонский профессиональный футболист. С 2022 года выступает за клуб Шанхай Порт и за сборную Сьерра-Леоне.

## Клубная карьера
Первый футбольный клуб Каллона в его профессиональной карьере — «Утрехт». Он дебютировал в Высшем дивизионе Нидерландов в победой матче над «Фейеннордом» 24 августа 2014 года.
27 июля 2016 года был арендован на один год клубом «Эммен».
14 августа 2017 года Каллон подписал контракт с клубом «Камбюр». Спустя 5 лет, 30 июня 2022 года футболист покинул клуб по истечении срока контракта.
28 июля 2022 года присоединился к клубу китайский Суперлиги Китая «Шанхай Порт».

## Национальная карьера
Каллон — футболист сьерра-леонского происхождения, рождённый в Нидерландах. Футболист включён в состав сборной Сьерра-Леоне на Кубок африканских наций 2022 года. Он дебютировал за Сьерра-Леоне в матче с Кот-д’Ивуаром 16 января 2022 года, который закончился счётом 2-2.